# Karl Baedeker

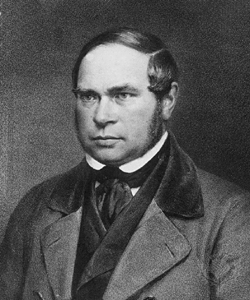
Karl Baedeker

Karl Baedeker (* 3. November 1801 in Essen; † 4. Oktober 1859 in Koblenz, zeitgenössische Schreibweise: Karl Bædeker) war ein deutscher Verleger und als Autor Begründer der Baedeker-Reiseführer.

## Leben
Karl Baedeker wurde am 3. November 1801 als Sohn einer alteingesessenen Buchdrucker- und Verlegerfamilie in Essen geboren. Er ging in Essen und in Hagen zur Schule und begann 1817 eine Buchhändlerlehre bei Mohr & Winter in Heidelberg. Anschließend studierte er 1819 bis 1822 an der Universität Heidelberg Geisteswissenschaften. 1823 bis 1825 war er Gehilfe bei Georg Reimer in Berlin. Er heiratete am 4. Oktober 1829 Emilie geborene Heintzmann (* 16. Oktober 1808 in Zabrze, † 28. Juli 1879 in Koblenz). Die beiden hatten fünf Töchter und fünf Söhne, von denen Ernst, Karl junior und Fritz die Arbeit ihres Vaters fortsetzten.

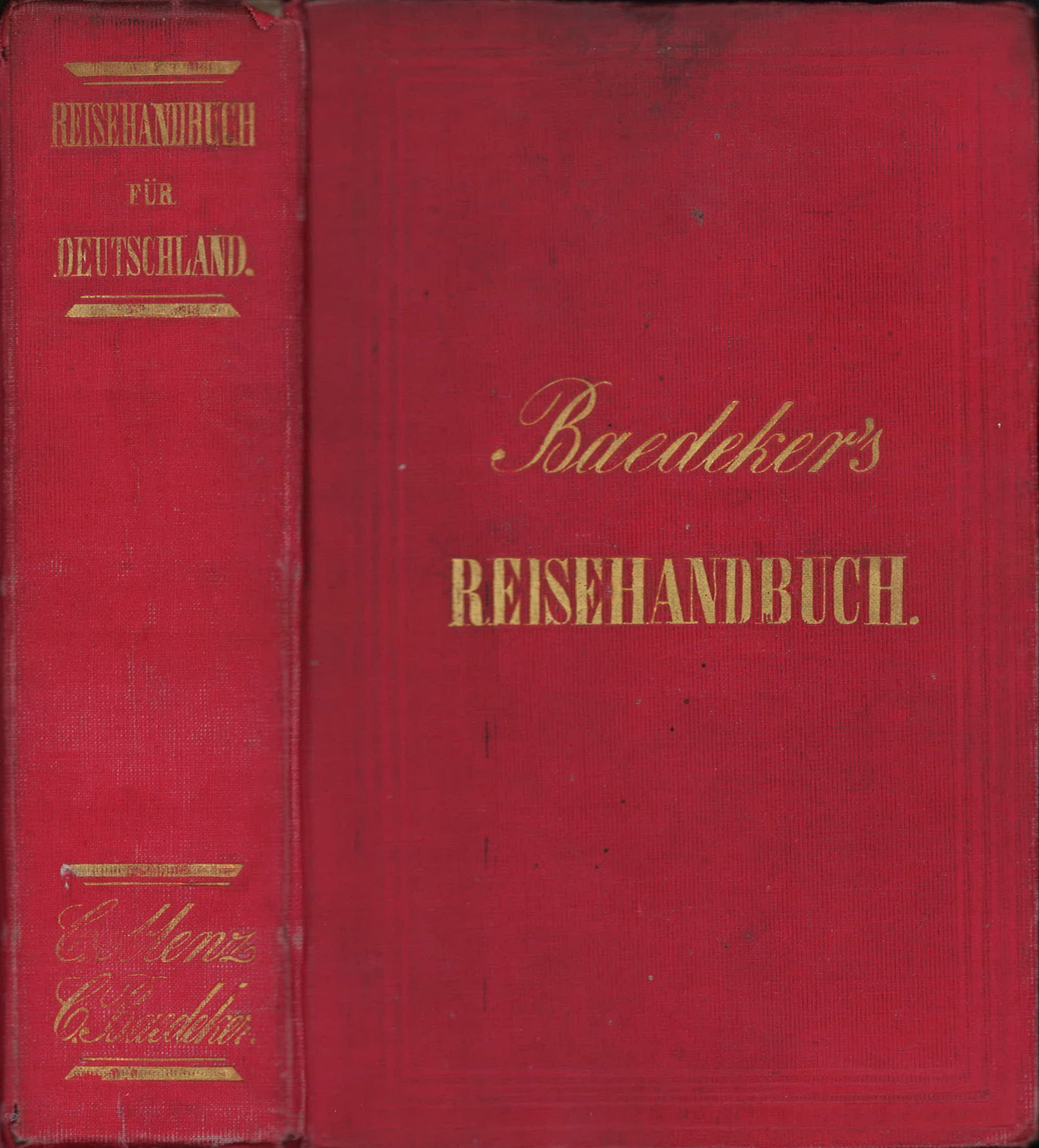
Deutschland und Österreich, 3. Auflage von 1847, Einband nun im Baedeker-Rot

Am 1. Juli 1827 eröffnete Karl Baedeker in Koblenz eine Verlagsbuchhandlung (Verlag Karl Baedeker). Fünf Jahre später erwarb er dort den Verlag von Franz Friedrich Röhling, der 1828 den ersten Rheinreiseführer Rheinreise von Mainz bis Cöln, Handbuch für Schnellreisende des Historikers Johann August Klein (1778–1831) herausgegeben hatte. Für die zweite Auflage 1835 überarbeitete und erweiterte Karl Baedeker die Rheinreise, sodass man mit dem Erscheinen der Rheinreise von Mainz bis Cöln vom ersten Baedeker-Reiseführer sprechen kann. Das Buch wurde innerhalb von zwölf Jahren dreimal neu aufgelegt. Lediglich aus absatztechnischen Erwägungen heraus verzichtete Baedeker bis 1852 auf eine Angabe seiner Autorenschaft auf dem Titelblatt Rheinreise.

In dem 1842 erstmals erschienen Reiseführer Deutschland und der Österreichische Kaiserstaat legte Karl Baedeker in einer Vorbemerkung ausführlich sein Herangehen bei der Erstellung des inhaltlichen Konzepts unter Verwendung des Vorbildes von John Murray dar (siehe Abbildung), verwies aber gleichzeitig auf die von ihm eigenständig daraus entwickelten Kernpunkte seines neuen Reiseführers. Sie waren Vorbild auch für alle weiteren eigenen Titel bis 1859 und diejenigen seiner Nachfolger in der Verlagsführung. In der dritten Auflage dieses Bands führte Baedeker 1846, eine durch einige Karten ergänzte Teilauflage folgte nur ein Jahr später, das legendäre Baedeker-Rot und die Sterne für besondere Sehenswürdigkeiten für seine Reiseführer ein; auch hier folgte er dem englischen Vorbild.
Baedeker revolutionierte die Reiseliteratur, um die Benutzer unabhängig von Fremdenführern zu machen. Seine handlichen, in charakteristischem roten Einband gebundenen Führer zu Zielen in Deutschland, Österreich, der Schweiz, Italien und anderen europäischen Ländern festigten den Ruf der Baedeker-Reiseführer als faktenreiche und niveauvolle Reisebegleiter. Baedeker legte besonderen Wert auf Übersichtlichkeit, Genauigkeit und Aktualität. Alle Reisebeschreibungen wurden ständig aktualisiert und einhergehend mit den sich im Verlaufe der Zeit ändernden Ansprüchen der Nutzer inhaltlich überarbeitet. Der Name Baedeker wurde im 19. und frühen 20. Jahrhundert im deutschsprachigen Raum zum Synonym für Reiseführer. Karl Baedeker gilt heute als einer der Wegbereiter des Massentourismus, da die Baedeker-Reiseführer (nach dem Vorbild des Engländers John Murray) das Reisen als Vergnügungsform institutionalisierten sowie einen zum Teil bis heute gültigen Kanon an Reiserouten und Sehenswürdigkeiten vorgaben. Er selbst aber argumentierte 1849 in seiner „Rheinreise“: „Wahren Genuß von einer Reise in der gesegneten Pfalz hat nur der Fußwanderer, weil nur ihm die Höhen und Thäler alle zugänglich sind. [...] er braucht nicht zu befürchten, hier jenem anmaßenden übersättigten  R e i s e p ö b e l  bei jedem Schritte zu begegnen, der in dem engeren Rheinthal vermöge des leichten Dampf-Verkehres das Land heuschreckenartig überfluthet, das Anziehendste widerwärtig zu machen geeignet ist, und in allerlei Zungen bekundet, daß er nichts gelernt und nichts vergessen hat.“
Baedeker arbeitete unbestechlich, nüchtern und genau. Nach einer Anekdote war er ein Erbsenzähler im wahrsten Sinne des Wortes. Beim Besteigen des Mailänder Doms beobachtete der westfälische Freiherr Karl Gisbert Friedrich von Vincke 1847, wie Karl Baedeker alle 20 Stufen stehen blieb und eine trockene Erbse von der Westen- in die Hosentasche steckte. Mit 20 multipliziert, ergab die Zahl der Erbsen plus Reststufen die präzise Stufenangabe für den späteren Reiseführer. Beim Abstieg machte er dann die Gegenprobe.
Eben jener Genauigkeit verdankt er auch seine Erwähnung in der humoristischen britischen Oper La Vie Parisienne von Alan Patrick Herbert und Alfred Robert Davies Adams (die sich entgegen weitverbreiteten Angaben nur vage am französischen Original von Jacques Offenbach orientiert). Im Libretto von A. P. Herbert heißt es:
“For Kings and Governments may err // But never Mr. Baedeker.”

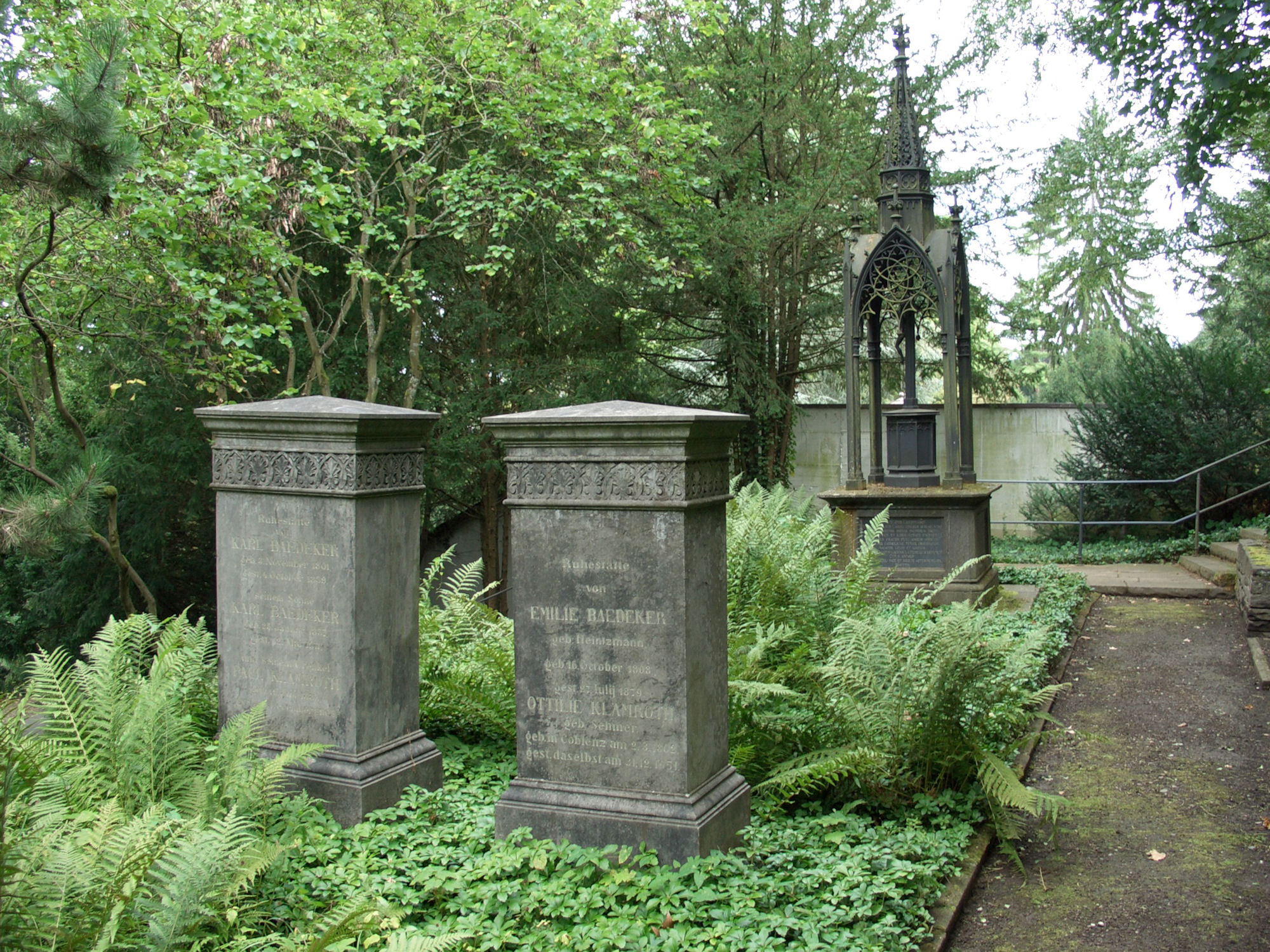
Grabmal von Karl Baedeker auf dem Hauptfriedhof Koblenz (links)

Karl Baedeker starb an einem Herzinfarkt; an seiner Beisetzung am 7. Oktober 1859 nahm auch Adolf von Pommer Esche, der Oberpräsident der Rheinprovinz teil. Baedekers Grab befindet sich auf dem Koblenzer Hauptfriedhof.
Bis heute erscheinen Reiseführer unter der Marke Baedeker im Verlag Karl Baedeker, der inzwischen zur Verlagsgruppe MairDumont in Ostfildern bei Stuttgart gehört.

## Veröffentlichungen (kleine Auswahl)
- Rheinreise von Mainz bis Köln. Historisch, topographisch, malerisch bearbeitet vom Professor Joh. Aug. Klein. Mit zwölf lithographirten Ansichten merkwürdiger Burgen ec. in Umrissen. Koblenz, bei Fr. Röhling. 1828. [378 S.] (Digitalisat). Dieses Buch wurde 1832 von Baedeker neu gedruckt.
- Rheinreise von Straßburg bis Rotterdam. 2. erweiterte und verbesserte Auflage. Bädeker, Koblenz [1835].
- Rheinreise von Basel bis Düsseldorf mit Ausflügen in das Elsaß und die Rheinpfalz, das Murg- und Neckarthal, an die Bergstraße, in den Odenwald und Taunus, in das Nahe-, Lahn-, Ahr-, Roer-, Wupper- und Ruhrthal und nach Aachen, bearb. von K. Bädeker. 6. verb. u. verm. Aufl. der Klein'schen Rheinreise. Bädeker, Koblenz 1849 (Digitalisat).
- Die Schweiz. Handbuch für Reisende, nach eigener Anschauung und den besten Hülfsquellen bearbeitet. 5., verb. Aufl. Bädeker, Coblenz 1854 (Digitalisat).
- Herausgeber: Das Rheinthal von Mainz bis Köln. In malerischen Ansichten, besonders der Ritterburgen. Nach der Natur gezeichnet von J. A. Lasinsky. In Aquatinta geätzt von R. Bodmer. 45 Blätter. K. Bädeker. (O. O., o. J.)
- Handbuch für Reisende in Deutschland und dem Österreichischen Kaiserstaat, Coblenz, 6. Auflage 1855 (Google-Digitalisat).
- Deutschland und das Österreichische Ober-Italien – Handbuch für Reisende, Coblenz, 8. Auflage 1858 (Google-Digitalisat).
- Deutschland nebst Theilen der angrenzenden Länder, Erster Theil: Oesterreich, Süd- und West-Deutschland, Ober-Italien, Coblenz, 9. Auflage 1860 (Google-Digitalisat).

## Ehrungen
- Der deutsche Astronom Freimut Börngen benannte den im Jahre 1995 in der Sternwarte Tautenburg von ihm entdeckten Asteroiden (23578) Baedeker nach Karl Baedeker.
- Auf der IC-Linie 5 von Köln nach Leipzig über Hannover und Magdeburg verkehrte 2001 und 2002[8] der IC Karl Baedeker, der als IC 624 von Köln nach Leipzig und IC 625 in der Gegenrichtung lief.
- Baedekerstraßen gibt es in seiner Geburtsstadt Essen sowie u. a. in Berlin-Staaken, Koblenz, Dortmund und in Leipzig.